# King Kong (2005)
King Kong ist ein Abenteuerfilm von Peter Jackson aus dem Jahr 2005 und nach King Kong von 1976 mit Jessica Lange in der Regie von John Guillermin die zweite Neuverfilmung des Films King Kong und die weiße Frau von 1933. Naomi Watts, Jack Black und Adrien Brody spielen die Hauptrollen. Mithilfe der Motion-Capture-Technik wurde die Mimik von Andy Serkis auf den computeranimierten King Kong übertragen, wie schon bei der Figur Gollum aus den Der-Herr-der-Ringe-Filmen. Produziert wurde der Kinofilm von den Unternehmen Big Primat Pictures, WingNut Films und Universal Pictures.

## Handlung

### Die Reise
New York während der Weltwirtschaftskrise 1933: Der Regisseur Carl Denham ist mit seinen Filmen nicht allzu erfolgreich. Seine Geldgeber wollen ihn nicht mehr finanzieren und sein Filmmaterial verkaufen.
Der egoistische und skrupellose Denham, der seinen Film um jeden Preis drehen will, stiehlt daraufhin das Filmmaterial und flüchtet zusammen mit seinem Assistenten vor den Produzenten. Allerdings fehlt ihm noch eine Hauptdarstellerin, da die ursprüngliche Schauspielerin kürzlich aus dem Projekt ausgestiegen ist. Kurzerhand macht er sich in den Straßen New Yorks auf die Suche nach einer passenden Frau. Durch Zufall entdeckt er die Bühnenschauspielerin Ann Darrow, die kurz zuvor ihr Engagement an einem Vaudeville-Theater verloren hat und verzweifelt Arbeit sucht. Als die völlig mittellose Ann vor Verzweiflung sogar versucht, an einem Obststand einen Apfel zu stehlen, rettet Denham sie aus der misslichen Situation und kommt so ins Gespräch mit ihr. Da Denham mit dem bekannten Theaterautor Jack Driscoll zusammenarbeitet, für den Ann fanatisch schwärmt, hat er wenig Probleme, sie für die Rolle in seinem Film zu begeistern. Noch am Abend soll ein Kutter namens „Venture“ die Filmcrew auf eine weit entfernte und unbekannte Insel im Indischen Ozean bringen, von deren Existenz nur Denham weiß, da er im Besitz einer alten Karte ist. Als Denham am Hafen erfährt, dass die Produzenten die Polizei verständigt haben und ihm dicht auf dem Fersen sind, drängt er Englehorn, den Kapitän des Schiffes dazu, schnell abzulegen. 
Driscoll hingegen hat bisher nur 15 Seiten „Drehbuch“ verfassen können und überreicht diese kurz vor der Abfahrt Denham. Dieser ist bestürzt über das geringe Ausmaß. Jedoch schafft er es, Driscoll durch einen Trick bewusst solange hinzuhalten, dass dieser es vor der Abfahrt nicht mehr rechtzeitig von Bord schafft. So muss Driscoll unfreiwillig als Passagier an der Reise teilnehmen und nutzt die Zeit, um gemeinsam mit Denham am Drehbuch weiterzuarbeiten. Im Laufe der Fahrt kommen sich Jack Driscoll und Ann Darrow langsam näher und verlieben sich schließlich ineinander. Als Kapitän Englehorn kurz vor der Insel einen Funkspruch erhält, dass er sofort den nächstgelegenen Hafen ansteuern soll, um den inzwischen auf Betreiben seiner Investoren per Haftbefehl gesuchten Denham auszuliefern, scheint die Reise zu Ende zu sein. Allerdings gerät das Schiff kurz darauf in eine Nebelbank, und plötzlich tauchen vor ihm Felsen auf. Das Schiff zerschellt fast an den Klippen und läuft dann auf Grund.

### Skull Island
Während die Schiffsmannschaft versucht, das Schiff wieder seetüchtig zu machen, setzen Denham und seine Filmcrew sich unerlaubt auf Skull Island ab, um sie zu untersuchen und zu filmen. Dort stoßen sie auf ein indigenes Dorf, welches von einer gewaltigen Mauer und einer Schlucht vom Rest der mit Urwald bedeckten Insel abgeschirmt wird. Dort werden sie kurz darauf von den eingeborenen Inselbewohnern, die den Fremden gegenüber äußerst feindselig eingestellt sind, angegriffen, wobei zwei Mitglieder der Mannschaft getötet werden. Nur das Eingreifen von Kapitän Englehorn und seinen Männern verhindert Schlimmeres; sie können die Ureinwohner durch Schusswaffen zunächst vertreiben. Allerdings erregt die blonde Ann die besondere Aufmerksamkeit der Eingeborenen. Als die Mannschaft in der folgenden Nacht weiterhin versucht, das auf Grund gelaufene Schiff wieder seetüchtig zu machen, wird Ann von den Eingeborenen heimlich vom Schiff entführt. Einer von ihnen verliert dabei seinen Halsschmuck. Als Jack diesen findet, begibt er sich sofort in Anns Kabine, wo er feststellen muss, dass sie nicht mehr dort ist. Jack teilt dies der Crew mit, die nun zur Insel zurückkehrt, um Ann zu befreien.
Im Dorf der Eingeborenen wird Ann in einer Zeremonie an ein Gestell angebunden und von der Mauer aus auf die andere Seite der Schlucht hinübergeschwenkt, wo sie als Opfer einem riesigen Gorilla ausgeliefert werden soll. „King Kong“ erscheint daraufhin aus dem mächtigen Urwald. Im selben Moment taucht auch die bewaffnete Besatzung auf, doch die Hilfe kommt zu spät; Kong löst die schreiende Ann von dem Gestell und begibt sich mit ihr in den Urwald. Der erste Halt ist eine Abfallhalde, in der menschliche Knochen liegen, geschmückt mit den gleichen Opferketten, mit der die Wilden auch Ann behängt haben. Offenbar hat der Affe für sie dasselbe Schicksal vorgesehen. Sie versucht zu flüchten, doch Kong stellt ihr nach und lässt sie nicht entkommen. Jedoch scheint die Widerstandskraft der Schauspielerin den riesigen Affen zu beeindrucken.
Die Schiffsbesatzung macht sich derweil auf, um die von allen liebgewonnene Ann zu retten. Carl Denham und seine Leute nehmen auch ihre Kamera mit, um Filmaufnahmen zu machen. Auf ihrer Suche machen die Männer die Entdeckung, dass die Insel von allerhand exotischen und prähistorischen Tieren bevölkert ist; so sind dort Dinosaurier noch nicht ausgestorben. Eine erste gefährliche Situation erleben die Männer, als sie durch eine enge Schlucht vor einer Herde in Panik geratener Brontosaurier flüchten müssen, die von einem Rudel fleischfressender Venatosaurier (fiktive Vertreter der Dromaeosauridae) attackiert wird. Dabei werden drei Mitglieder der Crew zu Tode getrampelt. Auch Denhams Kameramann kommt ums Leben, als die Venatosaurier ihn bei dem Versuch der Gruppe, aus der Schlucht zu entkommen, doch noch erwischen. Die inzwischen stark dezimierte Crew kämpft sich weiter durch den gefährlichen Urwald, wo sie mit zwei selbstgebauten Flößen versuchen, über einen scheinbar ruhigen Sumpf zu gelangen. Dabei werden sie von skorpionartigen Wesen angegriffen, können sie jedoch in die Flucht schlagen. Kurz darauf greift sie ein großes fischähnliches Wesen an, wobei drei weitere Matrosen ums Leben kommen.
Ann schafft es derweil durch die im Vaudeville erlernten Kunststücke, Kongs Interesse für sie zu wecken und ihn damit von seinem scheinbaren Vorhaben, sie zu töten, abzubringen. Trotzdem ergreift sie die Gelegenheit zur Flucht in den Urwald, als Kong von den nahenden Männern, die sich auf der Suche nach ihr befinden (wovon Ann nichts ahnt), abgelenkt wird. Kong greift die Crew an, die gerade eine weitere Schlucht auf einem großen Baumstamm überquert, und wirft diesen zusammen mit den Männern in den Abgrund. Ann wird derweil im Urwald von einem Trio riesiger Vastatosaurier (größere Vertreter des Tyrannosaurus Rex) entdeckt und angegriffen. In letzter Sekunde wird sie von Kong gerettet, der sich schützend vor sie stellt und die Raubsaurier mit aller Kraft bekämpft. Nach einem langen und brutalen Kampf schafft es Kong, alle drei Vastatosaurier zu töten und Ann dadurch das Leben zu retten. Diese ist innerlich gerührt von Kongs Sorge um ihr Wohlergehen. Nachdem Ann klar wird, dass sie in dem gefährlichen Urwald alleine kaum überleben kann, schließt sie sich Kong freiwillig wieder an. 
In der Schlucht sind derweil nur noch vier Mitglieder der Crew am Leben, darunter Jack und Denham. Dort muss Denham bestürzt feststellen, dass sein wertvolles Filmmaterial bei dem Sturz vollkommen zerstört wurde. Kurz darauf merken die Männer, dass die Schlucht von lauter gigantischer Insekten und Blutegeln bevölkert wird, die sehr aggressiv reagieren und sie angreifen. In letzter Sekunde werden Jack und Denham von Kapitän Englehorn gerettet, der ihnen gefolgt ist und mit weiteren Crewmitgliedern vom Rand der Schlucht aus die bedrohlichen Scharen der Rieseninsekten durch gezieltes Gewehrfeuer tötet. Nachdem sie den anderen aus der Schlucht herausgeholfen haben, wollen sie die Suche endgültig abbrechen, da die meisten Ann mittlerweile für tot halten. Jack will sich damit jedoch nicht abfinden und macht sich alleine auf die weitere Suche nach der Schauspielerin. Denham fasst mittlerweile einen neuen Plan: Er hofft, dass Jack den Affen anlocken wird. Er hat den Gedanken, Kong zu betäuben und ihn nach New York zu schaffen, um ihn dort als Achtes Weltwunder auszustellen und dadurch zu viel Geld zu kommen.
Jack schleicht sich in Kongs Lager auf einem hohen Felsen über dem Urwald und findet dort schließlich seine Freundin in der offenen rechten Hand des schlafenden Gorillas. Zwar erwacht Kong und versucht Jack daran zu hindern, Ann mitzunehmen, jedoch scheucht er dadurch eine Schar großer Fledermäuse auf, die ihn angreifen. Als der Gorilla durch die Fledermäuse abgelenkt ist, nutzen Jack und Ann die Gelegenheit, um gemeinsam zum Dorf der Eingeborenen zurück zu flüchten. Kong tut, was Denham erwartet hat – er folgt den beiden. Der Versuch der Crew, Kong mithilfe von Chloroform zu betäuben und gefangen zu nehmen, scheint zunächst zu scheitern, da der Gorilla sich als zu stark erweist. Daraufhin flüchten die Überlebenden in Richtung der ankernden Boote, um auf das Schiff zu entkommen. Der wütende Affe setzt ihnen nach. Bei den Booten schafft es Denham, Kong eine weitere Flasche Chloroform direkt ins Gesicht zu werfen und ihn dadurch doch noch außer Gefecht zu setzen. Die brutale Gefangennahme des Affen schockiert Ann.

### New York
Einige Monate später in New York: Die Wege der Expeditionsmitglieder haben sich getrennt. Ann Darrow tanzt in einem kleinen Theaterensemble, Jack Driscoll schreibt wieder Theaterstücke. Eine Beziehung scheint nicht entstanden zu sein. Beide haben sich von dem geldgierigen Carl Denham abgewendet, der King Kong in einem Broadway-Theater dem zahlenden Publikum präsentiert. Bei der Premiere hat man ihn in schwere Eisenketten gelegt und auf die Bühne gesetzt. Um ihn herum imitiert ein Ballett den „Opfertanz der Eingeborenen“ und erzählt die abenteuerliche Geschichte seiner Festnahme. Eine blonde Schauspielerin wird ihm als Ann präsentiert, was Kong sehr wütend macht, als er die Täuschung erkennt. Als er dann noch durch die Blitzlichter der Fotografen irritiert wird, sprengt er seine Fesseln und zieht auf der Suche nach Ann durch die Stadt. Auf seinem Weg löst er eine Massenpanik aus und hinterlässt eine Spur der Verwüstung.
Kurz nachdem er Jack Driscoll gestoppt hat, der ihn von den Menschenmengen in einem Taxi weglocken wollte, taucht Ann auf, die durch die Einsatzwagen und Sirenen alarmiert bereits nach dem Affen sucht. Gemeinsam mit ihr flüchtet er vor der verständigten Armee durch das winterliche New York und die beiden freuen sich über ihr Wiedersehen, das dann durch das Militär gestört wird. Kong gerät unter Beschuss und flüchtet mit Ann. Aus der Gewohnheit, den höchsten Punkt seines Gebietes aufzusuchen, klettert er auf das neu erbaute Empire State Building. Auf der Spitze des Gebäudes werden er und seine menschliche Freundin in der Morgendämmerung durch mehrere Doppeldecker des US Army Air Corps angegriffen, deren Kong sich zu erwehren versucht. Er fängt dabei mehrere Flugzeuge ab und zerstört sie, erleidet allerdings auch schwere Verletzungen durch das heftige Maschinengewehrfeuer. Im Sterben nimmt er Abschied von Ann, die sich unter Tränen ein letztes Mal an das aus seiner Heimat verschleppte Dschungeltier schmiegt. Sein Körper erschlafft, findet keinen Halt mehr auf dem Turm und stürzt leblos in die Tiefe.
Jack ist seiner Freundin inzwischen bis auf die Spitze des Wolkenkratzers gefolgt und tröstet sie. In den Straßen von New York tummelt sich die Presse. Auch Carl Denham erscheint ein letztes Mal und philosophiert, dass nicht die Flugzeuge, sondern Schönheit die Bestie zerstört habe.

## Hintergrund

### Finanzen und Marketing
Peter Jackson und Fran Walsh erhielten eine Rekordgage von mindestens 20 Millionen US-Dollar (plus Beteiligung am Einspielergebnis). Das Budget des Films betrug über 207 Millionen US-Dollar und wurde um 32 Millionen überzogen. Das musste zum großen Teil von Peter Jackson selbst bezahlt werden, der allerdings an den eingespielten Einnahmen und dem Merchandising beteiligt ist. Die Marketing-Kampagne begann am 28. Juni 2005. Der erste Teaser-Trailer wurde auf der offiziellen Website des Autokonzerns Volkswagen veröffentlicht. In den Kinos kam dieser Trailer vor dem Kinofilm Krieg der Welten erstmals zum Einsatz.
Die Weltpremiere fand am 5. Dezember 2005 in New York statt, die Europapremiere am 7. Dezember 2005 in Berlin. Der Film kam am 14. Dezember 2005 in die Kinos. Der Filmstart verlief mit etwa 170.000 Zuschauern in Deutschland an den ersten beiden Tagen nicht gerade erfolgreich. Dennoch schaffte es der Film nach der ersten Woche bis an die Spitze der deutschen und US-amerikanischen Kinocharts. Insgesamt lockte King Kong in Deutschland über 2,5 Millionen Zuschauer in die Kinos. Am 1. April lancierte Peter Jackson die Meldung, gleichzeitig die Fortsetzungen „King Kong: Son Of Kong“ und „King Kong: Into the Wolf’s Lair“ zu produzieren, was sich allerdings als Gag herausstellte.
Bereits zum Kinostart wurde eine Doppel-DVD King Kong – Produktionstagebücher veröffentlicht. Sie enthält ein ausführliches Making-of (unter anderem die Videotagebücher, die im Vorfeld auf der Website „kongisking.com“ veröffentlicht wurden). Bis Januar 2007 spielte der Film weltweit etwa 550 Millionen US-Dollar ein. Bezieht man die DVD-Verkäufe noch mit ein, sind es ca. 700 Millionen US-Dollar. Seit November 2006 ist die Deluxe Extended Edition des Films im Handel erhältlich. Dabei kann man auf drei DVDs unter anderem 13 zusätzliche Filmminuten ansehen.
Parallel zum Filmstart erschien das Videospiel Peter Jackson’s King Kong für PC und alle aktuellen Konsolen. Die Spielfiguren entsprechen den Schauspielern im Film und tragen ihre originalen Stimmen. Die Free-TV-Premiere in der Schweiz auf SF zwei war am 4. Januar 2008 im Zweikanalton (deutsch/englisch). Die Premiere in Deutschland am 23. März 2008 auf RTL sahen 3,83 Millionen Zuschauer (Marktanteil 13,7 %). Besonders erfolgreich war er in der Gruppe der 14- bis 49-Jährigen: hier erreichte King Kong 21,8 % Marktanteil bei 2,58 Millionen Zusehern.

### Dreharbeiten
Nach The Frighteners wollte Peter Jackson direkt King Kong drehen. Da mit Godzilla und diversen Gorillaverfilmungen bereits ähnliche Ideen in Produktion waren, wurde Der Herr der Ringe vorgezogen. Das ursprüngliche Drehbuch von 1995 stuften Jackson, Walsh und Boyens als zu „indiana-jonesey“ (etwa Indiana-Jones-mäßig) ein. Der Fokus des Films liegt nun darauf, jede Situation emotional auszuschöpfen sowie jedes Detail glaubwürdig darzustellen. Der gigantische Silberrückengorilla King Kong selbst sollte weder vermenschlicht noch zum puren Filmmonster degradiert werden. In monatelanger Recherche bereitete sich der Darsteller Andy Serkis darauf vor, den digital animierten Affen durch Motion Capturing mit den typischen Verhaltensweisen eines Gorillas zu versehen – einschließlich der minimalen Mimik.
Die Dschungel- und Inselszenen für Skull Island sollten in Thailand gedreht werden, doch die Zerstörungen durch den Tsunami des Seebebens im Indischen Ozean im Dezember 2004 verhinderten dies.
Die Szene, in der die Crew nach einer Auseinandersetzung mit King Kong in eine Schlucht mit Insekten fällt und dort teilweise verspeist wird, gab es auch im Original King Kong; allerdings wurde die sogenannte „Spider Pit Sequence“ nach einer Testvorführung entfernt, weil sie die Zuschauer zu sehr verstörte. Peter Jackson rekonstruierte sie in originaler Tricktechnik von 1933 und fügte sie der Videoauswertung seines Remakes als Bonus-Video hinzu.
Der ursprünglich vorgesehene Komponist Howard Shore hatte bereits einen Großteil der vorgesehenen Musik komponiert, als er durch James Newton Howard ersetzt wurde. Man gab diese Entscheidung mit „unterschiedlichen kreativen Auffassungen“ an. Howard hatte weniger als zwei Monate Zeit, um die Musik für den Film zu komponieren. Im Film taucht Komponist Howard Shore in der Szene im Theater als Dirigent des Orchesters auf.
In einer Szene im Film geht Denham gemeinsam mit seinem Assistenten Preston die Liste der möglichen Schauspielerinnen durch. Dabei erwähnt er auch Fay Wray, worauf sein Assistent entgegnet, dass er sie nicht bekommen könne, weil sie gerade einen Film für RKO drehe. Denham sagt darauf: „Cooper? War ja klar!“ Fay Wray spielte im Original-Film von 1933 Ann Darrow, das Produktionsstudio war RKO, und gedreht wurde der Film von Merian C. Cooper. Die hochbetagte Fay Wray war in Peter Jacksons Remake zunächst in einer kleinen Nebenrolle für den Schlusssatz („Es waren nicht die Flugzeuge. Schönheit hat das Biest zerstört“) vorgesehen, allerdings verstarb sie im August 2004 kurz vor Beginn der Dreharbeiten.
Adrien Brody war seit den frühen Planungen der einzige Anwärter für die Figur des Jack Driscoll. Als geübter Fahrer übernahm er viele Auto-Stunts selbst.
Abgesehen von der King-Kong-Verfilmung von 1933 gab es die fiktive Insel Skull Island schon in einem früheren Film Peter Jacksons, nämlich Braindead. Dort entdeckt ein Zoologe einen sogenannten Rattenaffen, eine Kreuzung aus Ratte und Affe, durch dessen Biss sich das Opfer in einen Zombie verwandelt, was dem Zoologen letztlich zum Verhängnis wurde. Im Frachtraum der Venture ist in einer Szene kurz eine Holzkiste sichtbar, auf der „Sumatran Rat-Monkey – Beware the bite!“ (dt. Sumatranischer Rattenaffe – Hüten Sie sich vor dem Biss!) zu lesen ist. Dies ist ebenfalls ein Hinweis auf Braindead.
Peter Jackson hatte einen kleinen Auftritt im Film: Er spielte einen Bordschützen in einem der Doppeldecker, die King Kong abschießen. Auch dieser Cameo-Auftritt ist eine Anspielung auf die erste Verfilmung von Cooper und Schoedsack aus dem Jahr 1933. Damals saßen die beiden Regisseure ebenfalls in den Flugzeugen.
Die Figur des Jimmy, gespielt von Jamie Bell, taucht auch im Original King Kong auf. Allerdings gibt es einen Unterschied: Im Original stirbt Jimmy bei der Auseinandersetzung mit den Insekten in der Schlucht, in Peter Jacksons Film überlebt er. Jimmy taucht auch im Spiel zum Film auf.
Der Name der Figur Bruce Baxter ist eine Hommage an Bruce Cabot, der im Original den Jack Driscoll verkörpert. In der Extended Edition sind weitere Szenen enthalten, die nicht in der Kinoversion enthalten sind.

## Synchronisation
Die deutschsprachige Synchronisation erfolgte durch Interopa Film nach einem Dialogbuch von Andreas Fröhlich, der auch die Dialogregie führte.
| Rolle             | Schauspieler       | Synchronsprecher      |
| ----------------- | ------------------ | --------------------- |
| Ann Darrow        | Naomi Watts        | Claudia Lössl         |
| Carl Denham       | Jack Black         | Tobias Meister        |
| Jack Driscoll     | Adrien Brody       | Jaron Löwenberg       |
| Jimmy             | Jamie Bell         | Nicolás Artajo        |
| Kapitän Englehorn | Thomas Kretschmann | Thomas Kretschmann    |
| Bruce Baxter      | Kyle Chandler      | Erich Räuker          |
| Preston           | Colin Hanks        | Julien Haggège        |
| Lumpy             | Andy Serkis        | Andreas Fröhlich      |
| Hayes             | Evan Parke         | Leon Boden            |
| Choy              | Lobo Chan          | Weijian Liu           |
| Herb              | John Sumner        | Roland Hemmo          |
| Mike              | Craig Hall         | Norman Matt           |
| Harry             | Mark Hadlow        | Uli Krohm             |
| Manny             | Willians Johnson   | Jochen Schröder       |
| Maude             | Geraldine Brophy   | Katarina Tomaschewsky |
| Taps              | David Denis        | Daniel Fehlow         |
| Weston            | David Pittu        | Till Hagen            |
| Zelman            | Pip Mushin         | Hans-Jürgen Wolf      |

## Auszeichnungen
Oscar 2006
- Ausgezeichnet in der Kategorie Tonschnitt
- Ausgezeichnet in der Kategorie Tonmischung
- Ausgezeichnet in der Kategorie Visuelle Effekte
- Nominiert in der Kategorie Szenenbild

Golden Globe Awards 2006
- Nominiert in der Kategorie Beste Regie für Peter Jackson
- Nominiert in der Kategorie Beste Filmmusik für James Newton Howard

Toronto Film Critics Association Award
- 2005 Special Citation

## Kritiken
Die Filmbewertungsstelle Wiesbaden vergab für den Film das Prädikat „Besonders wertvoll“. In ihrer Begründung schreibt sie: „Die beste Werbung für das Kino: Auch nach 110 Jahren Filmgeschichte gibt es immer noch Filme, die das Nie-Dagewesene bieten. Film als großes Spektakel, mit überraschend vielen sensiblen Momenten.“
Das Filmmagazin Manifest kommt zu folgendem Urteil: „Eine Riesensause ist das, ein Kino der lautstarken, aber leider alles andere als sinnlichen Attraktionen. Wer hier noch etwas fühlen kann, hat auch schon Tränen in den Augen, wenn er seine Playstation anschaltet.“
Georg Seeßlen schreibt: „Eine andere Interpretation, immerhin, legt Jackson im Nebenhinein nahe: Kongs schöner Platz der Erhabenheit, weit über dem Wald und dem Meer, ist zugleich ein Ort der Gebeine, ein Sterbeplatz. Kong ist der letzte seiner Art. Dem Sterben eher zugewandt als dem Töten.“
Sascha Keilholz schreibt auf Critic.de: „Insgesamt versteht sich die neueste Version ganz klar als Hommage an den Klassiker. Auch Naomi Watts spielt ihre Rolle in sichtbarer Anlehnung an Fay Wray. Doch die Orientierung an der Theatralik des damaligen Schauspiels verbietet Watts das Abrufen ihrer Fähigkeiten im psychologischen Spiel. Auch andere mimische Größen wie Adrien Brody und Thomas Kretschmann können aufgrund des filmischen Konzepts den eigenen Rollen keine Tiefe verleihen. Damit würden sie auch Gefahr laufen, dem eigentlichen Star des Films die Schau zu stehlen: King Kong.“
Das Lexikon des internationalen Films meint: „Spektakuläres Remake des Fantasy-Filmklassikers ‚King Kong und die weiße Frau‘ aus dem Jahr 1933, das sich eng an die alte Drehbuchvorlage hält. Zwar werden eindrucksvoll die neuesten tricktechnischen Möglichkeiten genutzt, zugleich aber fühlt sich der Film ganz dem Charme der Vorlage verpflichtet. Dadurch wird zwar der eigene kreative Spielraum eingeengt, der Kern der Fabel von der tabuisierten Liebe einer schönen Frau zu einem Untier aber um so pointierter hervorgehoben.“